# Park Kyung-mo

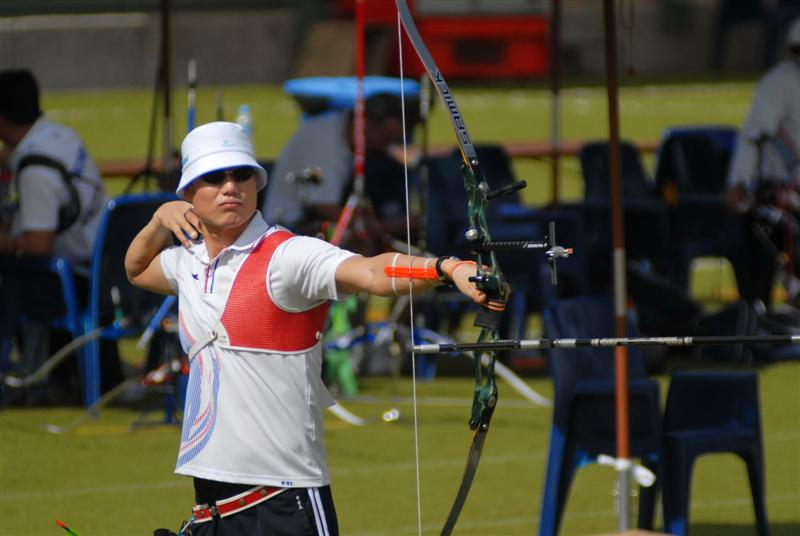
Park Kyung-Mo in 2008

Park Kyung-Mo (Koreaans: 박경모) (Okcheon (Chungcheongbuk-do), 15 augustus 1975) is een Koreaans boogschutter.
Park Kyung-Mo is een Koreaanse naam, de familienaam is Park. Park begon met boogschieten toen hij 11 jaar was, hij schiet met een recurveboog. In 1993 werd hij lid van het Koreaans nationaal team. Hij deed mee aan diverse internationale wedstrijden en sleepte meerdere medailles in de wacht. Op de Olympische Spelen (2004) bereikte hij de kwartfinales, maar werd met een punt verschil uitgeschakeld door de Australiër Tim Cuddihy. Met het team (met Im Dong-Hyun en Jang Yong-Ho) won hij een gouden medaille. In 2007 stond hij eerste op de FITA-wereldranglijst, in juni 2008 zevende.  Hij deed mee aan de Olympische Spelen in Peking (2008). Met teamgenoten Im Dong-Hyun en Lee Chang-Hwan won hij een gouden medaille. In de individuele ronde verloor hij in de finale van Viktor Roeban uit Oekraïne en behaalde de tweede plaats.

## Resultaten
1994
 Aziatische Spelen (individueel)
 Aziatische Spelen (team)
2004
5e Olympische Spelen (individueel)
 Olympische Spelen (team)
2005
 WK outdoor (individueel)
2006
 Aziatische Spelen (team)
 World Cup, stage 2
 World Cup, stage 4
 World Cup, finale
2007
 Aziatisch kampioenschap
 World Cup, stage 1 (team)
2008
 World Cup, stage 3 (individueel)
 Olympische Spelen (team)
 Olympische Spelen (individueel)
1978: Ichiro Shimamura ·
1982: Hiroshi Yamamoto ·
1986: Takayoshi Matsushita ·
1990: Yang Chung-hoon ·
1994: Park Kyung-mo ·
1998: Han Seung-hoon ·
2002: Hiroshi Yamamoto ·
2006: Im Dong-hyun ·
2010: Kim Woo-jin ·

2014: Oh Jin-hyek ·
2018: Kim Woo-jin
1988: Chun/Lee/Park ·
1992: Holgado/Menéndez/Vázquez ·
1996: Huish/Johnson/White ·
2000: Jang/Kim/Ok ·
2004: Im/Jang/Park ·
2008: Im/Lee/Park ·
2012: Frangilli/Galiazzo/Nespoli ·
2016: Kim/Ku/Lee ·
2020: Kim J/Kim W/Oh ·
2024: Kim J/Kim W/Lee